# Segretario di gabinetto per l'istruzione e le competenze della Scozia
Il Segretario di gabinetto per l'istruzione e le competenze (in inglese: Cabinet Secretary for Education and Skills), comunemente indicato come Segretario per l'istruzione (in inglese: Education Secretary), è una posizione nel gabinetto del governo scozzese responsabile di tutti i livelli di istruzione in Scozia. Il segretario di gabinetto è sostenuto dal ministro per l'istruzione, l'istruzione superiore e la scienza e dal ministro per l'infanzia e l'adolescenza, entrambi incarichi ministeriali minori.
L'attuale segretario di gabinetto per l'istruzione e le competenze è Jenny Gilruth, che ha assunto l'incarico il 29 marzo 2023 nel governo Yousaf.

## Storia
La posizione è stata creata nel 1999 come Ministro per l'infanzia e l'istruzione; è stato rinominato Ministro per l'istruzione, l'Europa e gli affari esteri nel 2000 e ha ricevuto maggiori responsabilità; questi sono stati tolti dall'incarico nel 2001 ed è stato ribattezzato Ministro per l'istruzione ei giovani. L'attuale posizione di Segretario di gabinetto è stata creata dopo le elezioni del 2007.

## Panoramica

### Responsabilità
Le responsabilità del Segretario di gabinetto per l'istruzione e le competenze includono:
- standard, qualità e miglioramento della scuola
- infrastruttura scolastica e personale
- livello di istruzione, qualifiche e colmare il divario di rendimento
- National Improvement Framework
- professione di insegnante
- comportamenti e misure per combattere il bullismo
- lingue moderne e le lingue gaelico e scozzese
- nomina del personale
- Skills Development Scotland
- competenze professionali non avanzate
- inchiesta sugli abusi storici

### Enti pubblici
Al Segretario di gabinetto per l'istruzione e le competenze riferiscono i seguenti enti pubblici:
- Bòrd na Gàidhlig
- Care Inspectorate
- Children's Hearings Scotland
- Education Scotland
- Scottish Children's Reporter Administration
- Scottish Further and Higher Education Funding Council
- Scottish Qualifications Authority
- Scottish Social Services Council
- Student Awards Agency for Scotland

## Lista dei titolari
| Ministro per l'infanzia e l'istruzione                                |                |                  |                  |                  |                            |                 |
| Nome                                                                  | Nome           | Immagine         | Inizio           | Fine             | Partito                    | Primo ministro  |
|                                                                       | Sam Galbraith  |                  | 19 maggio 1999   | 28 novembre 2001 | Partito Laburista          | Donald Dewar    |
| Ministro per l'istruzione, l'Europa e gli affari esteri               |                |                  |                  |                  |                            |                 |
|                                                                       | Jack McConnell |                  | 28 novembre 2001 | 22 novembre 2002 | Partito Laburista          | Henry McLeish   |
| Ministro per l'istruzione e i giovani                                 |                |                  |                  |                  |                            |                 |
|                                                                       | Cathy Jamieson |                  | 22 novembre 2002 | 20 maggio 2003   | Partito Laburista          | Jack McConnell  |
| Peter Peacock                                                         |                | 20 maggio 2003   | 14 novembre 2006 |                  | Partito Laburista          | Jack McConnell  |
| Hugh Henry                                                            |                | 14 novembre 2006 | 17 maggio 2007   |                  | Partito Laburista          | Jack McConnell  |
| Segretario di gabinetto per l'istruzione e l'apprendimento permanente |                |                  |                  |                  |                            |                 |
|                                                                       | Fiona Hyslop   |                  | 17 maggio 2007   | 1º dicembre 2009 | Partito Nazionale Scozzese | Alex Salmond    |
| Michael Russell                                                       |                | 1º dicembre 2009 | 21 novembre 2014 |                  | Partito Nazionale Scozzese | Alex Salmond    |
| Angela Constance                                                      |                | 21 novembre 2014 | 18 maggio 2016   | Nicola Sturgeon  | Partito Nazionale Scozzese |                 |
| Segretario di gabinetto per l'istruzione e le competenze              |                |                  |                  |                  |                            |                 |
|                                                                       | John Swinney   |                  | 18 maggio 2016   | 20 maggio 2021   | Partito Nazionale Scozzese | Nicola Sturgeon |
| Shirley-Anne Somerville                                               |                | 20 maggio 2021   | 29 marzo 2023    |                  | Partito Nazionale Scozzese | Nicola Sturgeon |
| Jenny Gilruth                                                         |                | 29 marzo 2023    | in carica        | Humza Yousaf     | Partito Nazionale Scozzese |                 |